# Bumi Agung (Lempuing)
Bumi Agung is een bestuurslaag in het regentschap Ogan Komering Ilir van de provincie Zuid-Sumatra, Indonesië. Bumi Agung telt 4443 inwoners (volkstelling 2010).